# Esquerita
Esquerita, de son vrai nom Steven Quincy Reeder Jr., né le 20 novembre 1935 à Greenville (Caroline du Sud), mort le 23 octobre 1986 à Harlem, est un chanteur et pianiste américain de rock 'n' roll.

## Biographie
Grandement influencé par Little Richard, il enregistre pour RCA, Brunswick, Capitol, et plusieurs petits labels.
Il accompagne nombre de vedettes du rock 'n' roll.
Esquerita meurt du sida.

### Titres en solo
- Oh Baby/Please Come Home (Capitol #4007) (1958)
- Rockin' The Joint/Esquerita And The Voola (Capitol #4058) (1958)
- Laid Off/Just Another Lie (Capitol #4145) (1959)
- Hey Miss Lucy/Battie Over Hattie (Capitol #1075) (promo) (1959)
- Green Door/I Waited Too Long (Minit #648) (1962) (as Eskew Reeder)
- Never Again/We Had Love (Minit #658) (1962) (as Eskew Reeder)
- The Flu/Undivided Love (Instant # 3258) (1963) (as Eskew Reeder Jr.)
- I Woke Up This Morning/I Woke Up This Morning Part Two (Instant #3268) (1963) (as Eskew Reeder Jr.)
- A Tear/Johnny Little (Everest #2025) (1963) (as Eskew Reeder)
- Stubborn Old Me (Motown) (about 1964) (unreleased)
- I Want To Know/Just In Time (Okeh #7239) (1966) (as S. Q. Reeder)
- Tell The World About You/Two Ton Tessie (Okeh #7254) (1966) (as S. Q. Reeder)
- Dew Drop Inn/You Better Believe In Me (Cross-Tone #1007) (1967) (as Eskew "Esque-Rita" Reeder)
- Mama Your Daddy's Come Home/As Time Goes By (Brunswick #55359) (4/1968) (as Magnificent Malochi)
- Hey Miss Lucy/Hole In My Heart (Capitol #81382) (Germany) (1973)
- Hey Miss Lucy/Gettin' Plenty Lovin’ (Capitol #C006-81-709) (Old Rock New Roll Volume 5 Series) (France)
- Dew Drop Inn/Rockin’ The Joint (Norton #014) (1991)

### Albums
- Esquerita (Capitol #1186) (1959)
- Vintage Voola (Norton #202) (1997)

### Compilations et rééditions
- Capitol Collectors Series (Capitol) (1990)
- I Never Danced Nowhere! (Charly #CD-224) (1990)
- Chart Scrapers (Century CD-10976) (1994)
- Sock It to Me Baby (Bear Family #BCD-15504) (1994)
- Believe Me When I Say Rock & Roll Is Here to Stay (Collectables) (1998)
- Rockin' the Joint (Collectables) (1998)

### Performances musicales au piano
- Didn't It Rain/Your God Is My God (Baton #216) (1955) (The Heavenly Echoes)
- The Rock Around/Sweet Skinny Jenny (NRC #001) (1957, 1987) (Paul Peek)
- Mexican Rock 'n' Roll (Instrumental)/Mexicali Baby (Capitol #3884) (2/1958) (The Rio Rockers)
- Love Is A Many Splendored Thing/Southern Style (Hermitage #776) (1962) (The Eskerettes)
- I Trusted In You/Southern Style (Hermitage #10545-H-306) (1962) (Willie B.) (backup vocals by The Eskerettes)
- Good Golly Miss Molly (Vee Jay) (12/1964) (Little Richard)
- Slippin' And Slidin' (Vee Jay) (12/1964) (Little Richard)
- The Explosive Little Richard (Okeh #14117) (1/1967) (Little Richard)
- Stingy Jenny (Brunswick) (6/1968) (Little Richard) (co-wrote)
- Freedom Blues/Dew Drop Inn (Reprise #0907) (4/1970) (Little Richard) (co-wrote both sides)
- Greenwood Mississippi (Reprise #942) (1970) (Little Richard) (co-wrote)